# Sasko-eisenašské vévodství
Sasko–eisenašské vévodství (něm. Herzogtum Sachsen-Eisenach) byla jména tří různých vévodství,
která existovala v různých obdobích v německé spolkové zemi Durynsko. Všechna vévodství patřila mezi tzv. ernestinská vévodství. Hlavní město všech tří vévodství byl Eisenach.

## První vévodství (1596–1638)
První vévodství Sasko-eisenašské bylo vytvořeno v roce 1596, po smrti Jana Fridricha II. Sasko-Kobursko-Eisenašského, jeho mladším synem Janem Arnoštem. V roce 1633 vymřela wettinovská linie sasko-koburská a Jan Arnošt zdědil jejich vévodství (Sasko-koburské vévodství). Když zemřel bez dědiců v roce 1638 Jan Arnošt, byla jeho vévodství Sasko-Gotha a Sasko-Eisenach rozdělena mezi vévodství Sasko-Výmar a Sasko-Altenburg (které samo bylo odděleno od Sasko-výmarska v roce 1603).

## Druhé vévodství (1640–1644)
V roce 1640 bylo Sasko-eisenašsko odděleno od Saso-výmarska Albertem, synem Jana II. Sasko-výmarského.
Albert zemřel bez dědice v roce 1644 a Sasko-eisenašsko bylo pak rozděleno mezi Sasko-gothajsko a Sasko-výmarsko, kde vládli jeho bratři Arnošt a Vilém.

## Třetí vévodství (1672–1809)

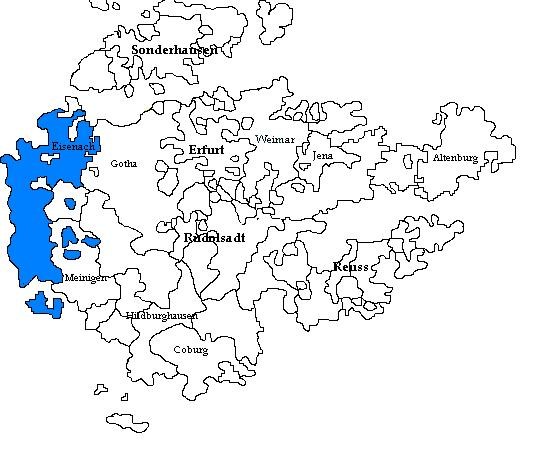
Vévodství (modrá) v roce 1672

Téměř 20 let bylo Sasko-eisenašsko součástí Sasko-výmarska. Ale když v roce 1662 Vilém, vévoda Sasko-výmarský zemřel zanechal čtyři děti: Jan Arnošt, Adolf Vilém, Jan Jiří a Bernhard. Druhý nejstarší Adolf Vilém obdržel Eisenach.
Musel se však podělit s jeho mladším bratrem Janem Jiřím, který nakonec přijal podíl z příjmů vévodství Sasko-Eisenach a
své sídlo vytvořil v městečku Marksuhl (tím vzniklo Sasko-marksuhelské vévodství). Adolf Vilém měl pět synů, ale první čtyři zemřeli brzy po narození. V roce 1668 zemřel, těsně před narozením svého pátého syna Viléma. Ten se stal novým vévodou Sasko-eisenašským od svého narození. Poručníkem se stal jeho strýc Jan Jiří. Chlapec zemřel v roce 1671 v dvou letech a Jan Jiří se stal vévodou Sasko-eisenašským.

## Personální unie
Když zemřel r. 1741 bez dědice vévoda Vilém Jindřich, zdědil vévodství jeho bratranec Arnošt August Sasko-výmarský.
On a jeho nástupci vládli Sasko-výmarskému a Sasko–eisenašské vévodství v personální unii do roku 1809, kdy byly formálně sloučeny do vévodství Sasko-Weimar-Eisenach.

## Vévodové Sasko–eisenaští

### První vévodství (1596 - 1638)
Vytvořen v roce 1572 jako Saxe-Coburg-Eisenach 1596 rozdělen do Sasko-Coburg a Saxe-Eisenach
- 1572-1633 Jan Kazimír, vládl v Sasko-kobursku
- 1572-1638 Jan Arnošt, udržel Sasko-eisenašsko

Rozděleno mezi Sasko-Altenburg a Sasko-Výmar

### Druhé vévodství (1640 - 1644)
- 1640-1644 Albrecht

Rozděleno mezi Sasko-Gotha a Sasko-Výmar

### Třetí vévodství (1672 - 1809)
- 1662-1668 Adolf Vilém
- 1668-1671 Vilém August
- 1671-1686 Jan Jiří I.
- 1686-1698 Jan Jiří II.
- 1698-1729 Jan Vilém
- 1729-1741 Vilém Jindřich, rodová linie vymřela

### Personální unie se Sasko-výmarskem
- 1741-1748 Arnošt August I.
- 1748-1758 Arnošt August II.
- 1758-1809 Karel August

Sloučeno se Sasko-výmarskem do Sasko-Výmar-Eisenach